# Løkken Redningshus

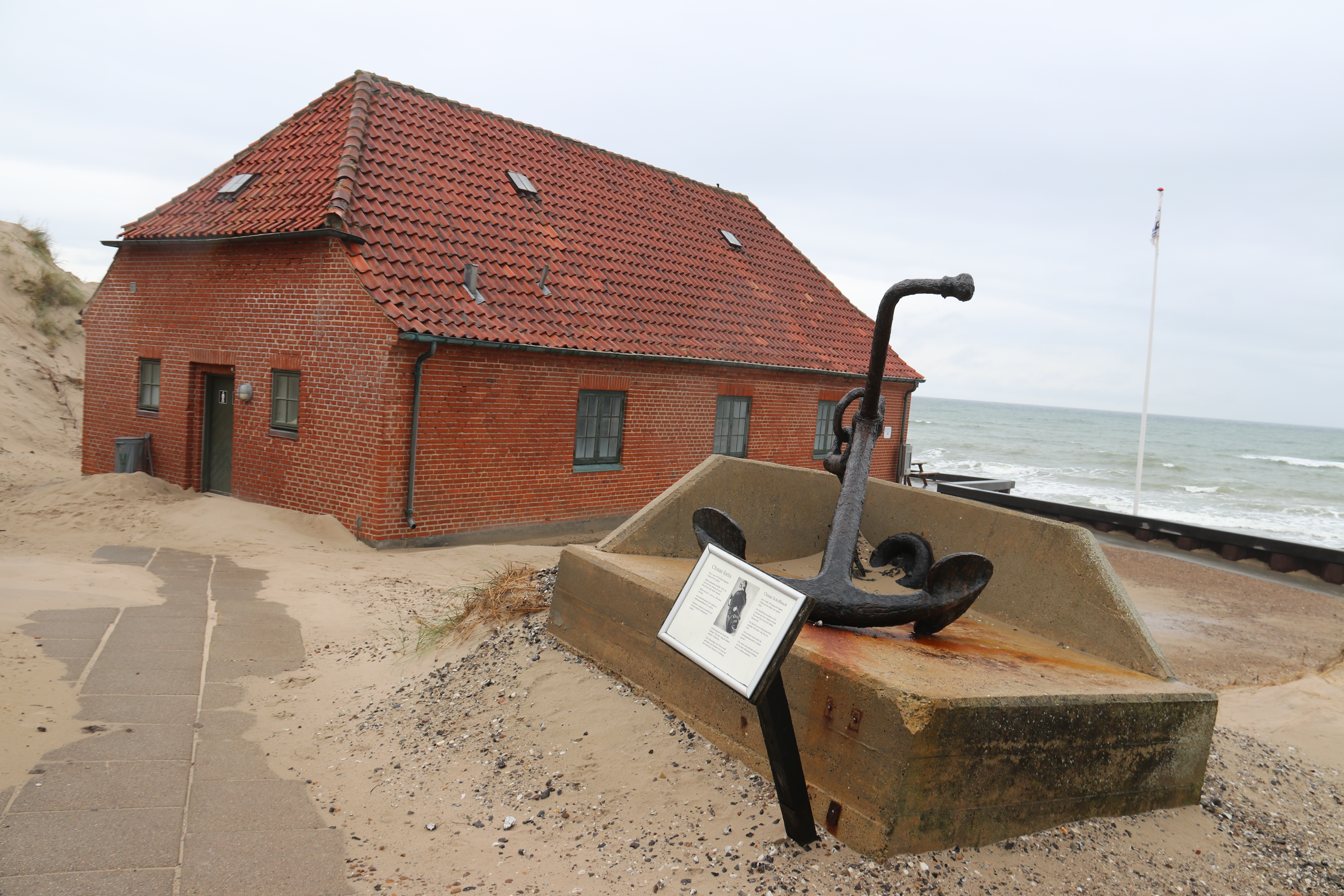
Løkken Redningshus

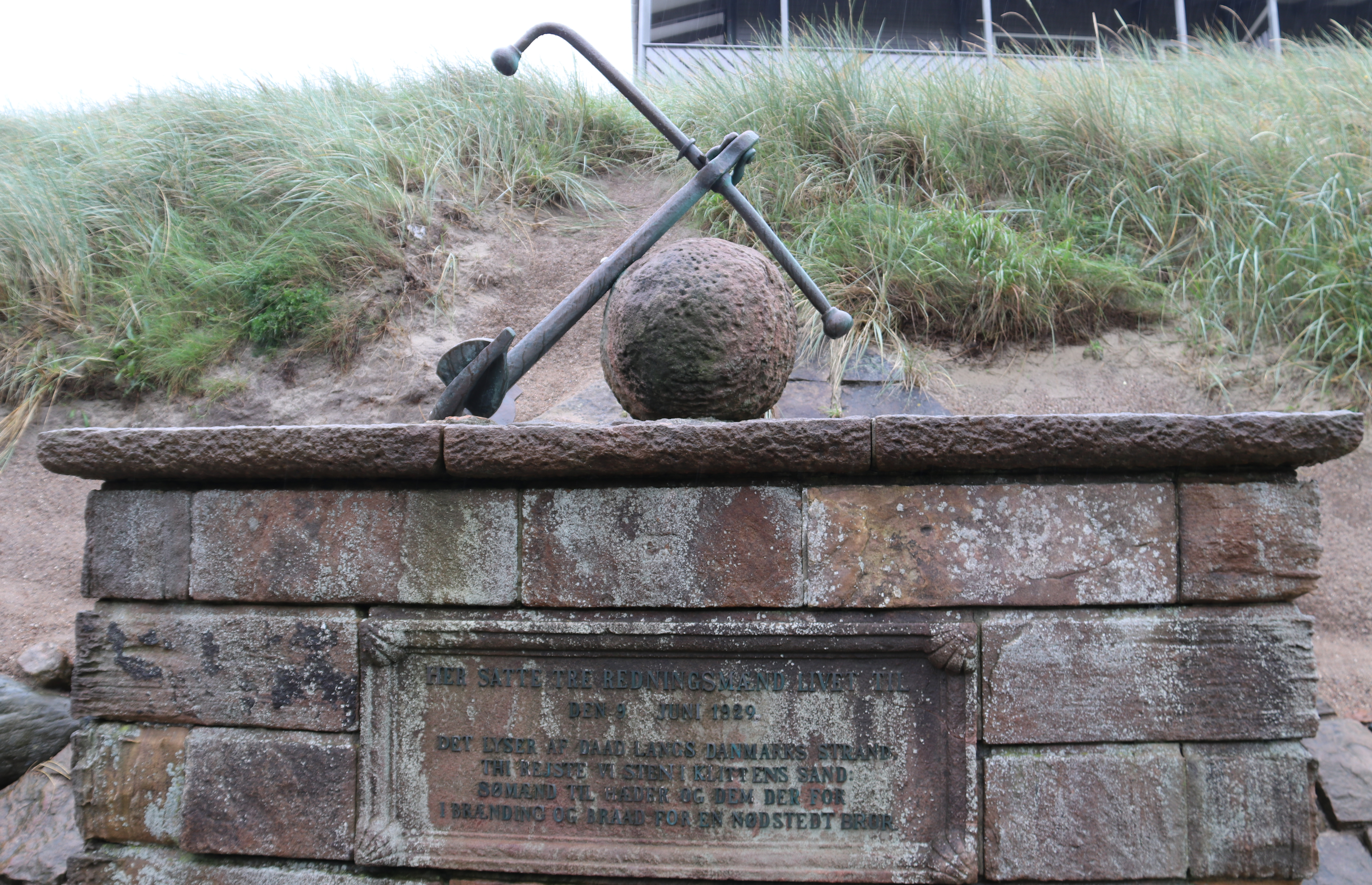
Minnesmärke över äldre tiders sjöräddare

Løkken Redningshus är en tidigare sjöräddningsstation i Lökken på Nordjylland, vilken numera inrymmer Kystfiskerimuseet.
Mellan 1858 och 1892 strandade längs Jyllands västra kust 1 722 fartyg, det vill säga i genomsnitt ett fartyg i veckan. I stormar, med dåliga sjökort och i dimma var det farligt att ta sig förbi kusten vid Skagens Odde och Vendsyssel. Innan en räddningstjänst inrättades, var det oftast enskilda fiskare som fick göra räddningsinsatser. De första sjöräddningsstationerna inrättades på försök 1847 i Flyvholm och Tuskær i nuvarande Lemvigs kommun. Sjöräddningsväsendet på Jylland inrättades med en lag 1851, och Lökken var tillsammans med Skagen, Kandestederne på Skagen Odde och Sønder Lyngvig i dåvarande Holmslands kommun en av de 19 första sjöräddningsstationerna, som fanns 1852.
Den första räddningsstationen i Lökken låg på Søder Strandvej och tjänade som förvaringsplats för en räddningsbåt, vilken var en enkel roddbåt som bemannades huvudsakligen av fiskare i byn. Den 9 juni 1929 sjönk den gamla räddningsstationens dåvarande räddningsbåt. Båten var på väg i en storm till en fiskebåt i nöd. Tre av de tolv i räddningsmanskapet omkom. 
Efter denna sjöolycka anskaffades en motoriserad räddningsbåt, vilken till 1936 förvarades i ett skjul vid stranden, så att den tunga båten snabbt skulle kunna sjösättas. Räddningsstationen i dynen vid Nordre Strandvej byggdes 1936. Det röda tegelhuset med sjöräddningstjänstens kännetecken på portarna var till 1975 förvaringsplasts för den då till Thorup Strand i Fjerritslev omplacerade motorräddningsbåten MRB18. Den då och då fortfarande använda roddbåten blev kvar på sin gamla plats vid Søder Strandvej. 
Lökkens räddningsstation lades ned 1936. Farvandsvæsenet förhandlade med dåvarande Lökkens kommun om husets öde. Vid denna tidpunkt var byggnaden i ett stadium av långt gånget förfall och delvis igensandad. Det slutade med att kommunen 1978 övertog byggnaden utan ersättning mot att den svarade för kostnaden för en renovering och under förutsättning att byggnaden framdeles utnyttjades för ett allmännyttigt ändamål. Märket med danska flaggor i kors fick vara kvar, trots att byggnaden inte längre var tjänstebyggnad för sjöräddningsväsendet. 
Driften övertogs av Løkken Museumsforening, som inrättade en utställningslokal i den. År 1992 förvärvade museiföreningen den 7,5 ton tunga kustfiskebåten Bent II från 1944, vilken blev Kystfiskerimuseets huvudattraktion. 
Sedan länge tillbaka har räddningsstationen haft problem orsakade av stranderosionen, och 1978 var huset nära att förstöras. Problemen bestod under följande decennier, då havet åt upp mer och mer av stranden. Stormen Egon den 10 januari 2015 åstadkom svåra skador på byggnaden.
Løkken Redningshus drivs idag av organisationen Løkken Redsningshus. Denna har instiftats av Turistforeningen, Fiskeriforeningen, Borger- og Håndværkerforeningen samt Løkken Museumsforening. Den har ett nyttjandeavtal med Hjørrings kommun på 30 år.